# Washington (État)
Pour les articles homonymes, voir Washington.
Ne doit pas être confondu avec Washington (district de Columbia).
Le Washington (/ˈwɑʃ.ɪŋ.tən/ ), plus couramment nommé sous la locution « État de Washington » pour le distinguer de la ville de Washington, est un État de l'Ouest des États-Unis. Il est situé à l'extrême nord-ouest des États-Unis contigus, il est bordé par les États américains de l'Idaho à l'est et de l'Oregon au sud, par le Canada (Colombie-Britannique) au nord et par l'océan Pacifique à l'ouest.

## Origine du nom
L'État de Washington a été nommé d'après George Washington, premier président des États-Unis.

## Histoire
Avant l'arrivée des Européens, la côte Pacifique est habitée par de nombreuses tribus d'Amérindiens de cultures très variées, vivant de la pêche de saumons et de baleines. Ils sont aujourd'hui connus pour leurs totems et leurs canoës.
Le capitaine espagnol don Bruno de Heceta découvre la région en 1775 et revendique au nom de l'Espagne toutes les terres allant jusqu'aux possessions russes au nord. En 1778 l'explorateur James Cook navigue jusqu'aux alentours du cap Flattery, à l'entrée du détroit de Juan de Fuca, mais ce dernier n'est exploré qu'à partir de 1789 par Charles W. Barkley, puis par des navigateurs espagnols et le britannique George Vancouver en 1792.
À l'issue de la convention de Nootka de 1790, le territoire du Nord-Ouest est ouvert aux trappeurs et explorateurs britanniques et américains. Le capitaine Robert Gray, qui a donné son nom au comté de Grays Harbor, découvre l'embouchure de la Columbia, et donne au fleuve le nom de son bateau, le Columbia. Les premiers colons à s'installer et à découvrir cette région sont Lewis et Clark. Ceux-ci ont découvert la région par voie terrestre.
Durant la première moitié du XIXe siècle, la région fait partie de l'Oregon Country que se disputent Britanniques et Américains. Le traité de l'Oregon en 1846 fixe définitivement la frontière terrestre dans la région sur le 49e parallèle nord. Deux ans plus tard, le territoire de l'Oregon est organisé. En 1853, celui-ci est scindé en deux : sa partie située sur la rive droite du cours inférieur du fleuve Columbia (la « Columbia River ») et au nord du 46e parallèle constitue le territoire de Washington. En 1863, la création du territoire de l'Idaho à l'est de la Snake River et du 117e méridien donne au futur État ses frontières terrestres actuelles.
Le 11 novembre 1889, par l’Enabling Act voté par le Congrès, le territoire de Washington devient le 42e État des États-Unis. Dans les années 1850, l'État nomma deux de ses comtés Pierce et King, en hommage au président Franklin Pierce et à son vice-président William Rufus DeVane King. Depuis, le second a été officiellement renommé en l'honneur de Martin Luther King.

## Géographie
L'État de Washington est bordé par l'océan Pacifique à l'ouest, l'État de l'Oregon au sud (dont le fleuve Columbia longe les frontières), l'État de l'Idaho à l'est et par la Colombie-Britannique (Canada) au nord.
De hautes montagnes surplombent la côte et des forêts vertes à longueur de l'année. Son emplacement côtier et les ports du Puget Sound lui confèrent un rôle majeur dans le commerce avec l'Alaska, le Canada et les pays du Pacific Rim.
Plusieurs îles du Puget Sound sont desservies par le plus important trafic maritime aux États-Unis.
Le Washington est une terre de contrastes. Les profondes forêts de la péninsule Olympique sont parmi les endroits les plus pluvieux au monde et on peut y admirer des forêts typiques des climats très océaniques, notamment la forêt humide de Hoh, pourtant les plateaux semi-désertiques s'étendent à l'est de la chaîne des Cascades sur de longues distances avec aucun arbre. De hauts pics de montagne enneigés surgissent, entourés de piémonts et de plaines. Le mont Rainier, point culminant de l'État se situe au sud-est de Seattle et de Tacoma. La partie est de l'État peut être divisée en deux régions: Okanagan Highland (en) et bassin du Columbia.
La chaîne des Cascades coupe l'État de Washington en deux régions : à l’ouest, la côte est une zone humide et fraîche : le climat est qualifié d'« océanique doux » ou de « breton ». La population, essentiellement urbaine, y est attachée aux valeurs libérales, progressistes et hédonistes. L'économie repose sur les nouvelles technologies. À l'est des montagnes, les terres sont plus chaudes et sèches en été. Les mentalités sont davantage marquées par les valeurs chrétiennes et conservatrices. Les habitants appellent la chaîne des Cascades « le rideau de fer », par allusion à la division de l'Europe à l'époque de la guerre froide.

Les régions naturelles de l'État
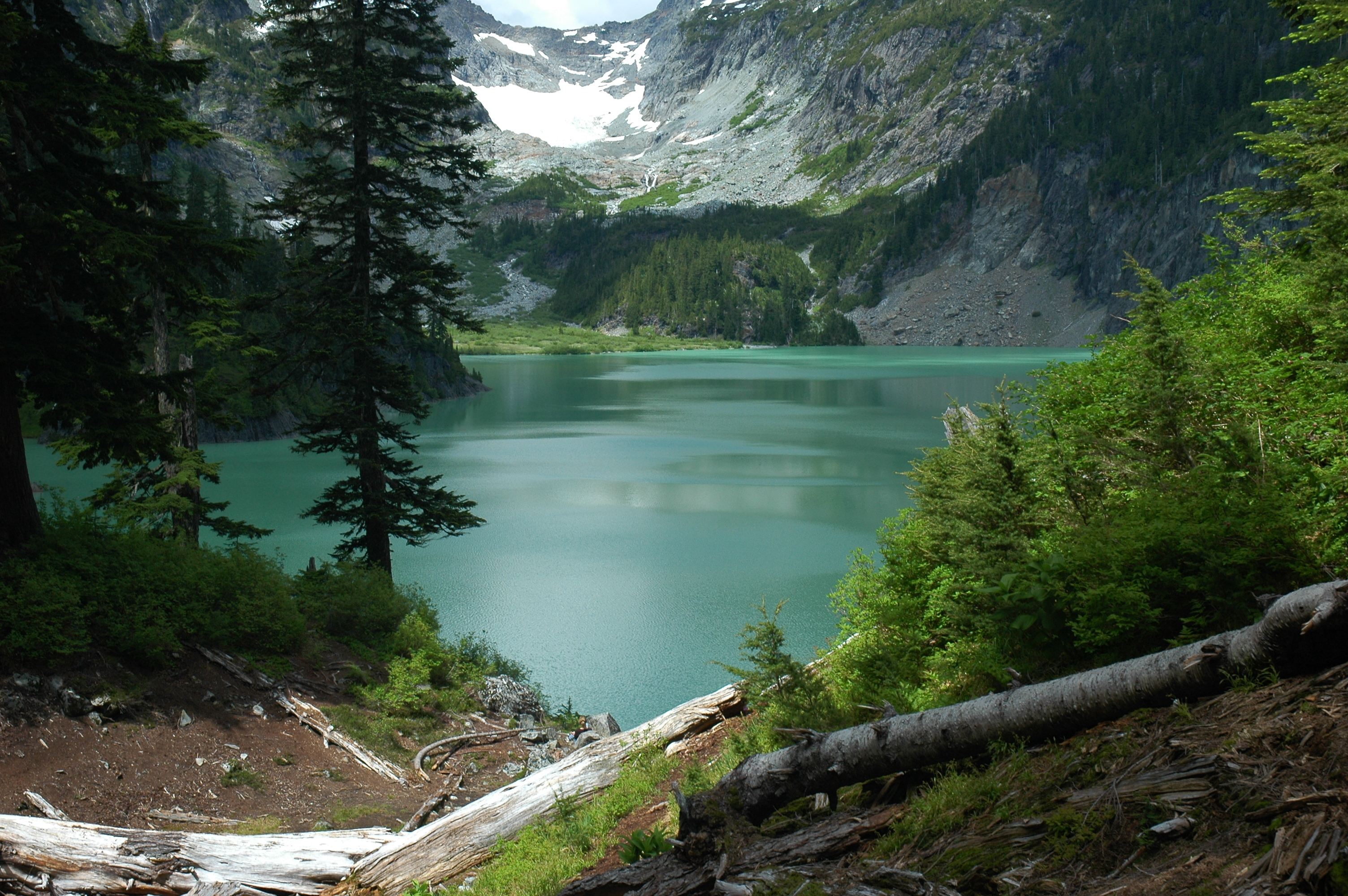
Virgin Lake (en), dans l'État de Washington
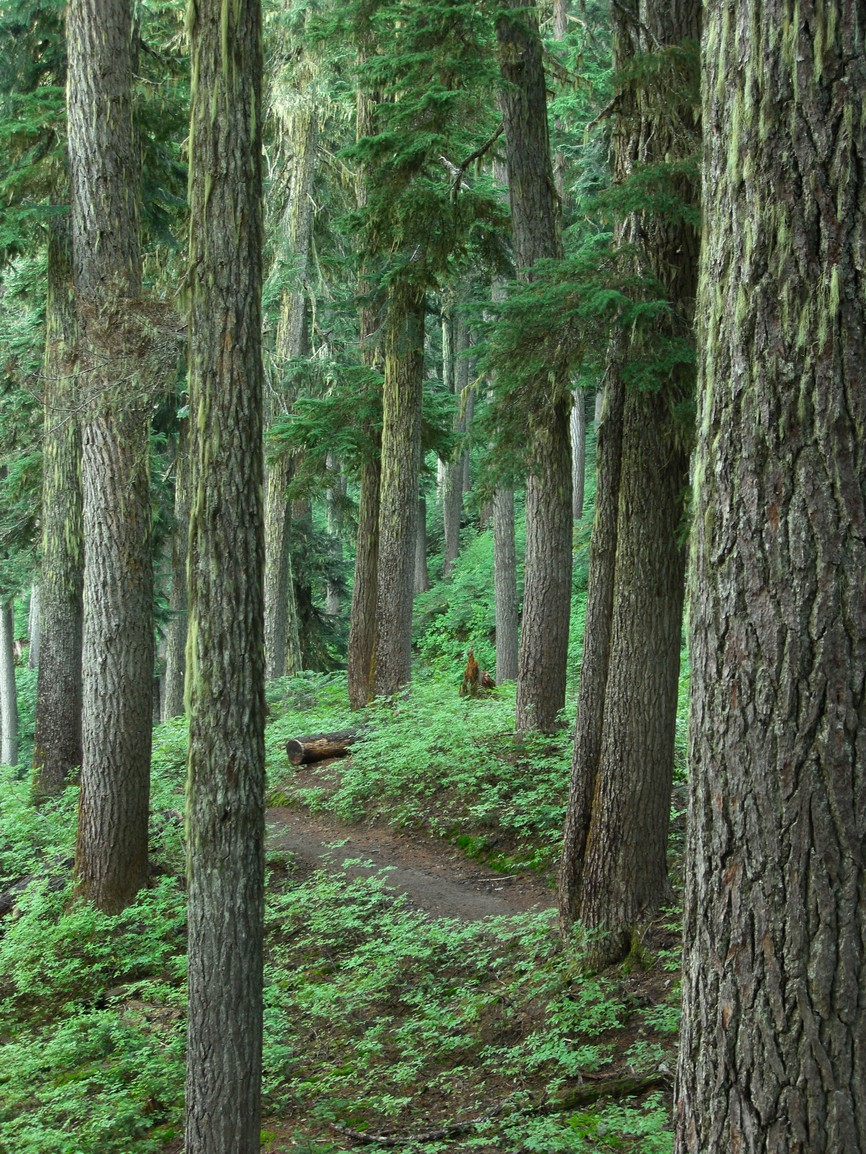
Hemlock Forest

### Climat
Le climat de l'État varie considérablement de l'ouest où domine un climat océanique doux, à l'est de la chaîne des Cascades, beaucoup plus sec. La côte est souvent pluvieuse en hiver grâce à des séries de dépressions de type « Pineapple Express » alimentées par des rivières atmosphériques qui causent parfois des inondations comme celle de novembre 2021. La pluie se transforme en neige sur les montagnes alors qu'une ombre pluviométrique affecte les vallées centrales.

### Fleuves

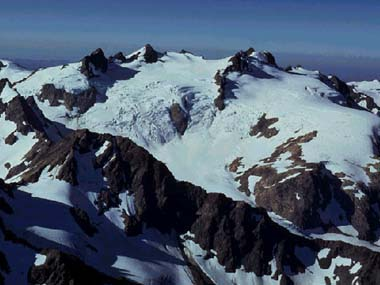
Le Mont Olympe.

| Fleuve           | Longueur | Région               |
| ---------------- | -------- | -------------------- |
| Columbia         | 1 954 km | À l'est de l'État    |
| Snake            | 1 674 km | Au sud de l'État     |
| Yakima (rivière) | 344 km   | Centre sud de l'État |

### Montagnes
La chaîne des Cascades :
- Mont Adams
- Mont Baker
- Pic Glacier
- Mont Rainier
- Mont Saint Helens
- Mont Stuart

Les montagnes Olympiques :
- Mont Olympe

### Territoires fédéraux et parcs

#### Parcs nationaux
L'État comprend plusieurs parcs nationaux : le parc national du Mont Rainier, le parc national des North Cascades et le parc national Olympique.

#### National Forests
On peut y trouver aussi de nombreuses National Forests (« forêts nationales ») : Colville National Forest, Gifford Pinchot National Forest, Mount Baker-Snoqualmie National Forest, Okanogan National Forest, Olympic National Forest et Wenatchee National Forest, entre autres.

#### Centres militaire
Fort Lewis, la McChord Field, la Naval Base Kitsap, le complexe nucléaire de Hanford et le Yakima Training Center sont les principaux centres militaires de l'État.

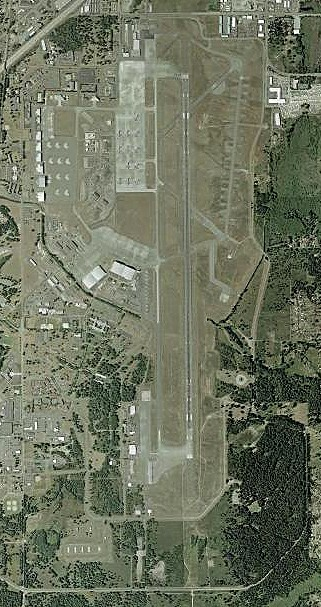
Base des forces aériennes Mcchord.

### Faune et flore
La vallée de Methow, longue d’une centaine de kilomètres, a une population de 2 500 personnes et abrite plus de 25 000 daims. En mai, ils gagnent les alpages des montagnes et en redescendent au mois d’octobre.

## Subdivisions administratives

### Comtés
L'État de Washington est divisé en 39 comtés.

### Agglomérations

#### Aires métropolitaines et micropolitaines
Le Bureau de la gestion et du budget a défini treize aires métropolitaines et neuf aires micropolitaines dans ou en partie dans l'État de Washington.
| Zone urbaine                        | Population (2010)   | Population (2013)   | Variation (2010-2013) | Rang national (2013) |
| ----------------------------------- | ------------------- | ------------------- | --------------------- | -------------------- |
| Seattle-Tacoma-Bellevue, WA         | 3 439 809           | 3 610 105           | 5,0 %                 | 15                   |
| Spokane-Spokane Valley, WA          | 527 753             | 535 724             | 1,5 %                 | 100                  |
| Portland-Vancouver-Hillsboro, OR-WA | 436 429 (2 226 009) | 455 091 (2 314 554) | 4,3 % (4,0 %)         | (24)                 |
| Kennewick-Richland, WA              | 253 340             | 271 124             | 7,0 %                 | 171                  |
| Olympia-Tumwater, WA                | 252 264             | 262 388             | 4,0 %                 | 179                  |
| Bremerton-Silverdale, WA            | 251 133             | 253 968             | 1,1 %                 | 184                  |
| Yakima, WA                          | 243 231             | 247 044             | 1,6 %                 | 187                  |
| Bellingham, WA                      | 201 140             | 206 353             | 2,6 %                 | 210                  |
| Mount Vernon-Anacortes, WA          | 116 901             | 118 837             | 1,7 %                 | 322                  |
| Wenatchee, WA                       | 110 884             | 113 438             | 2,3 %                 | 334                  |
| Longview, WA                        | 102 410             | 101 860             | -0,5 %                | 347                  |
| Walla Walla, WA                     | 62 859              | 63 562              | 1,1 %                 | 379                  |
| Lewiston, ID-WA                     | 21 623 (60 888)     | 22 110 (62 025)     | 2,3 % (1,9 %)         | (380)                |

| Zone urbaine     | Population (2010) | Population (2013) | Variation (2010-2013) | Rang national (2013) |
| ---------------- | ----------------- | ----------------- | --------------------- | -------------------- |
| Moses Lake, WA   | 89 120            | 91 878            | 3,1 %                 | 44                   |
| Oak Harbor, WA   | 78 506            | 78 801            | 0,4 %                 | 70                   |
| Centralia, WA    | 75 455            | 75 081            | -0,5 %                | 84                   |
| Port Angeles, WA | 71 404            | 72 312            | 1,3 %                 | 92                   |
| Aberdeen, WA     | 72 797            | 71 078            | -2,4 %                | 97                   |
| Shelton, WA      | 60 699            | 60 497            | -0,3 %                | 146                  |
| Pullman, WA      | 44 776            | 46 570            | 4,0 %                 | 239                  |
| Ellensburg, WA   | 40 915            | 41 765            | 2,1 %                 | 292                  |
| Othello, WA      | 18 728            | 19 067            | 1,8 %                 | 516                  |

En 2010, 97,7 % des Washingtoniens résidaient dans une zone à caractère urbain, dont 89,5 % dans une aire métropolitaine et 8,2 % dans une aire micropolitaine. L'aire métropolitaine de Seattle-Tacoma-Bellevue regroupait à elle seule 51,2 % de la population de l'État.

#### Aires métropolitaines combinées
Le Bureau de la gestion et du budget a également défini cinq aires métropolitaines combinées dans ou en partie dans l'État de Washington.
| Zone urbaine                                | Population (2010)   | Population (2013)   | Variation (2010-2013) | Rang national (2013) |
| ------------------------------------------- | ------------------- | ------------------- | --------------------- | -------------------- |
| Seattle-Tacoma, WA                          | 4 274 767           | 4 459 677           | 4,3 %                 | 13                   |
| Portland-Vancouver-Salem, OR-WA             | 538 839 (2 921 408) | 556 951 (3 022 178) | 3,4 % (3,5 %)         | (17)                 |
| Spokane-Spokane Valley-Coeur d'Alene, WA-ID | 527 753 (666 247)   | 535 724 (679 989)   | 1,5 % (2,1 %)         | (71)                 |
| Moses Lake-Othello, WA                      | 107 848             | 110 945             | 2,9 %                 | 158                  |
| Pullman-Moscow, WA-ID                       | 44 776 (82 020)     | 46 570 (84 648)     | 4,0 % (3,2 %)         | (162)                |

En 2010, l'aire métropolitaine combinée de Seattle-Tacoma regroupait 63,6 % de la population de l'État.

### Municipalités

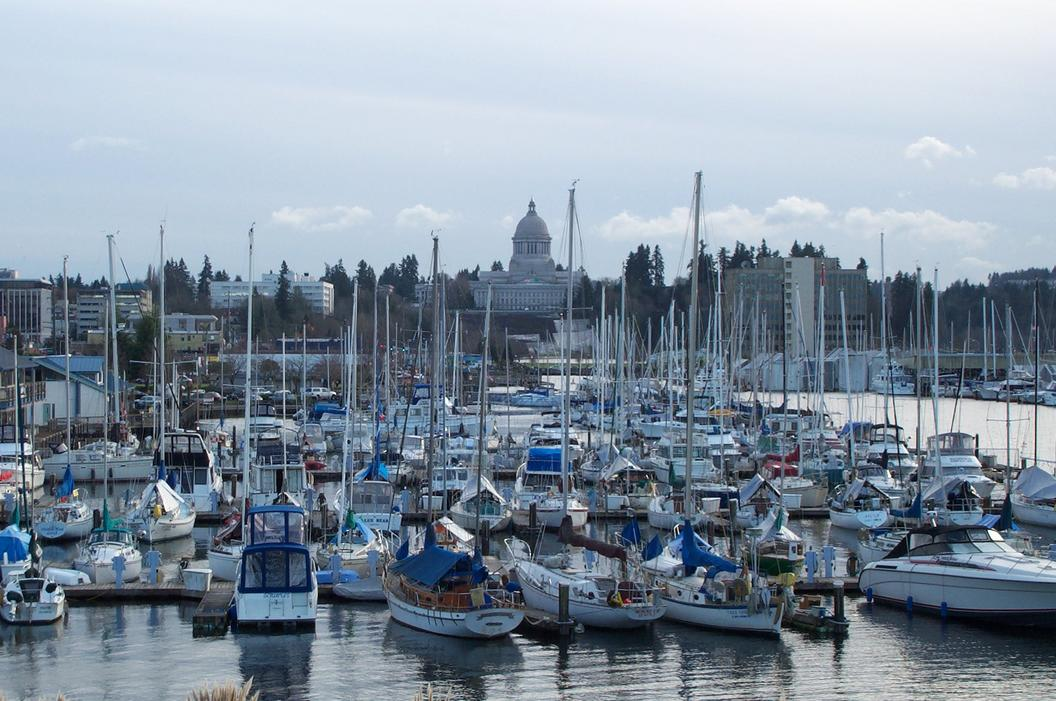
Olympia, capitale de l'État de Washington.

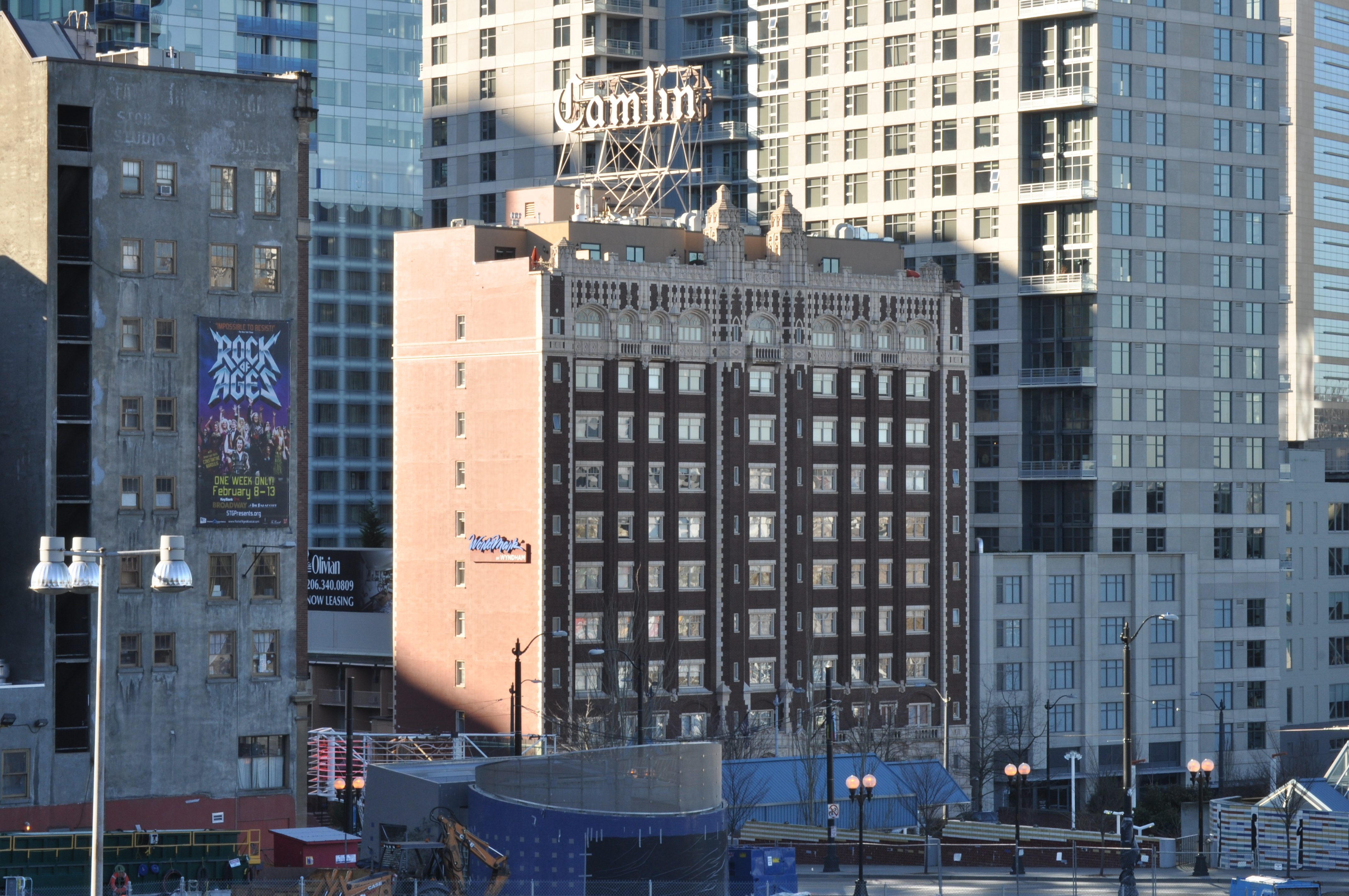
Le Camlin Hotel, à Seattle.

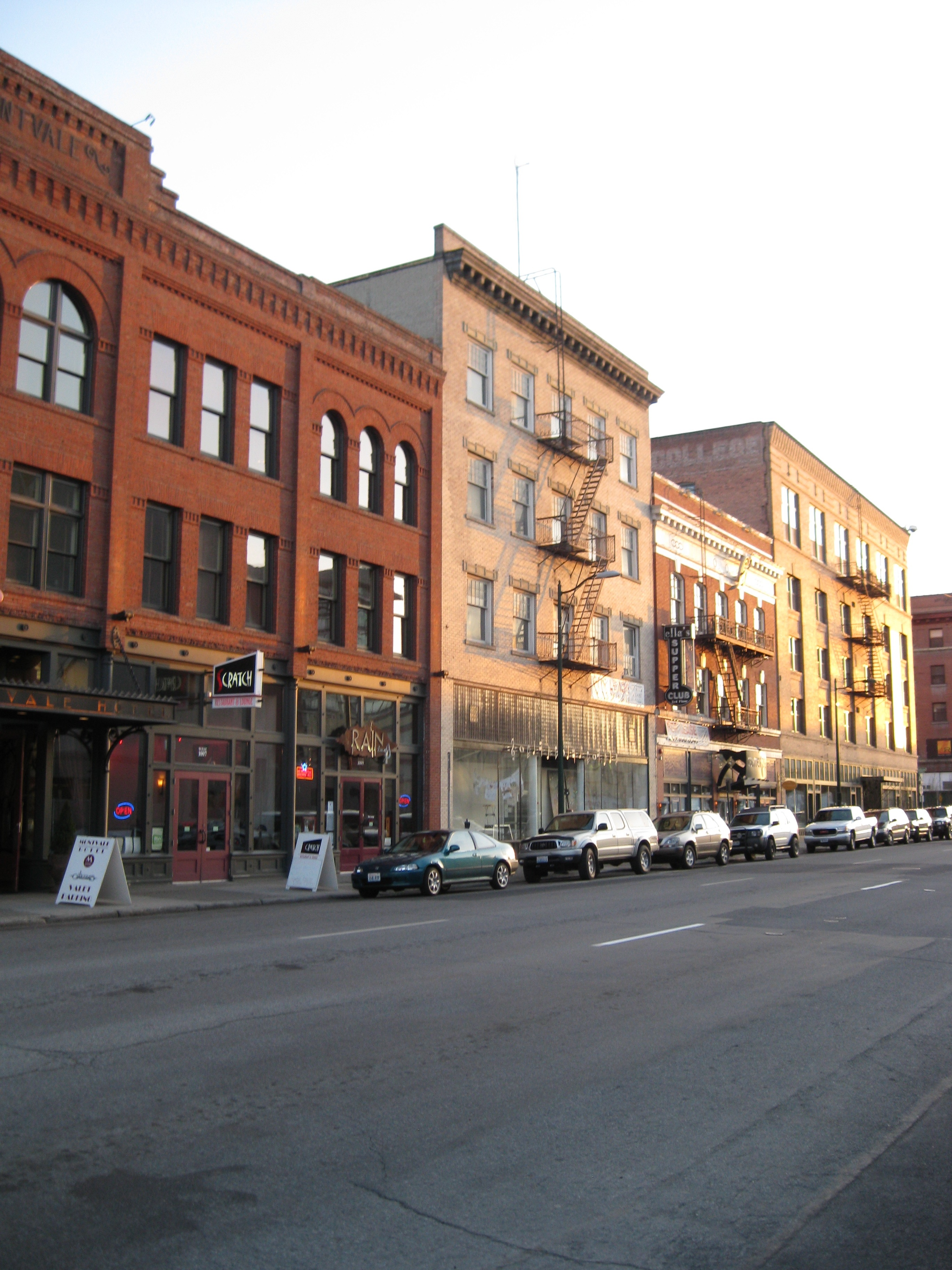
Une rue dans le centre-ville de Spokane.

L'État de Washington compte 281 municipalités, dont 26 de plus de 40 000 habitants.

| Rang | Municipalité   | Comté        | Population (2010) | Population (2013) | Variation (2010-2013) |
| ---- | -------------- | ------------ | ----------------- | ----------------- | --------------------- |
| 1    | Seattle        | King         | 608 660           | 652 405           | 7,2 %                 |
| 2    | Spokane        | Spokane      | 208 916           | 210 721           | 0,9 %                 |
| 3    | Tacoma         | Pierce       | 198 397           | 203 446           | 2,5 %                 |
| 4    | Vancouver      | Clark        | 161 807           | 167 405           | 3,5 %                 |
| 5    | Bellevue       | King         | 122 359           | 133 992           | 9,5 %                 |
| 6    | Kent           | King         | 118 564           | 124 435           | 5,0 %                 |
| 7    | Everett        | Snohomish    | 103 019           | 105 370           | 2,3 %                 |
| 8    | Renton         | King         | 90 995            | 97 003            | 6,6 %                 |
| 9    | Yakima         | Yakima       | 91 067            | 93 257            | 2,4 %                 |
| 10   | Federal Way    | King         | 89 306            | 92 734            | 3,8 %                 |
| 11   | Spokane Valley | Spokane      | 89 755            | 91 113            | 1,5 %                 |
| 12   | Kirkland       | King         | 48 787            | 84 430            | 73,1 %                |
| 13   | Bellingham     | Whatcom      | 80 885            | 82 631            | 2,2 %                 |
| 14   | Kennewick      | Benton       | 73 917            | 76 762            | 3,8 %                 |
| 15   | Auburn         | King, Pierce | 70 180            | 74 860            | 6,7 %                 |
| 16   | Pasco          | Franklin     | 59 781            | 67 599            | 13,1 %                |
| 17   | Marysville     | Snohomish    | 60 020            | 63 269            | 5,4 %                 |
| 18   | Lakewood       | Pierce       | 58 163            | 59 097            | 1,6 %                 |
| 19   | Redmond        | King         | 54 144            | 57 530            | 6,3 %                 |
| 20   | Shoreline      | King         | 53 007            | 54 790            | 3,4 %                 |
| 21   | Richland       | Benton       | 48 058            | 52 413            | 9,1 %                 |
| 22   | Sammamish      | King         | 45 780            | 50 169            | 9,6 %                 |
| 23   | Burien         | King         | 33 313            | 49 858            | 49,7 %                |
| 24   | Olympia        | Thurston     | 46 478            | 48 338            | 4,0 %                 |
| 25   | Lacey          | Thurston     | 42 395            | 44 919            | 6,0 %                 |
| 26   | Edmonds        | Snohomish    | 39 709            | 40 727            | 2,6 %                 |

La municipalité de Seattle était la 21e municipalité la plus peuplée des États-Unis en 2013.

## Démographie

### Population

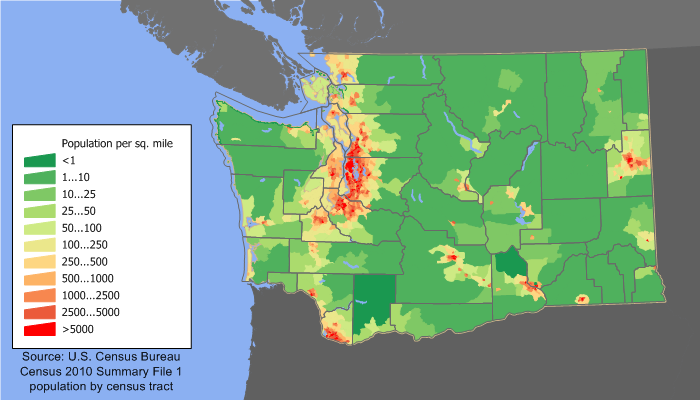
Densités de population en 2010 (en mille carré).

Le Bureau du recensement des États-Unis estime la population de l'État de Washington à 7 614 893 habitants au 1er juillet 2019, soit une hausse de 13,24 % depuis le recensement des États-Unis de 2010 qui tablait la population à 6 724 540 habitants. Depuis 2010, l'État connaît la 7e croissance démographique la plus soutenue des États-Unis.
Avec 6 724 540 habitants en 2010, l'État de Washington était le 13e État le plus peuplé des États-Unis. Sa population comptait pour 2,18 % de la population du pays. Le centre démographique de l'État était localisé dans le sud-est du comté de King.
Avec 39,07 hab./km2 en 2010, l'État de Washington était le 25e État le plus dense des États-Unis.
Le taux d'urbains était de 84,0 % et celui de ruraux de 16,0 %.
En 2010, le taux de natalité s'élevait à 12,9 ‰ (12,7 ‰ en 2012) et le taux de mortalité à 7,2 ‰ (7,3 ‰ en 2012). L'indice de fécondité était de 1,91 enfant par femme (1,88 en 2012). Le taux de mortalité infantile s'élevait à 4,5 ‰ (5,2 ‰ en 2012). La population était composée de 23,52 % de personnes de moins de 18 ans, 9,67 % de personnes entre 18 et 24 ans, 27,39 % de personnes entre 25 et 44 ans, 27,12 % de personnes entre 45 et 64 ans et 12,31 % de personnes de 65 ans et plus. L'âge médian était de 37,3 ans.
Entre 2010 et 2013, l'accroissement de la population (+ 246 863) était le résultat d'une part d'un solde naturel positif (+ 120 067) avec un excédent des naissances (282 772) sur les décès (162 705), et d'autre part d'un solde migratoire positif (+ 126 307) avec un excédent des flux migratoires internationaux (+ 68 105) et un excédent des flux migratoires intérieurs (+ 58 202).
Selon des estimations de 2013, 84,8 % des Washingtoniens étaient nés dans un État fédéré, dont 47,4 % dans l'État de Washington et 37,4 % dans un autre État (19,1 % dans l'Ouest, 8,4 % dans le Midwest, 6,1 % dans le Sud, 3,8 % dans le Nord-Est), 1,7 % étaient nés dans un territoire non incorporé ou à l'étranger avec au moins un parent américain et 13,5 % étaient nés à l'étranger de parents étrangers (41 % en Asie, 30,5 % en Amérique latine, 16,2 % en Europe, 5,9 % en Afrique, 4,9 % en Amérique du Nord, 1,6 % en Océanie). Parmi ces derniers, 46,3 % étaient naturalisés américain et 53,7 % étaient étrangers,.
Selon des estimations de 2012 effectuées par le Pew Hispanic Center, l'État comptait 230 000 immigrés illégaux, soit 3,3 % de la population.

### Composition ethno-raciale et origines ancestrales
Selon le recensement des États-Unis de 2010, la population était composée de 77,27 % de Blancs, 7,15 % d'Asiatiques (1,40 % de Chinois, 1,36 % de Philippins, 0,99 % de Viêts, 0,93 % de Coréens, 0,91 % d'Indiens, 0,52 % de Japonais), 4,65 % de Métis, 3,57 % de Noirs, 1,54 % d'Amérindiens, 0,60 % d'Océaniens et 5,20 % de personnes n'entrant dans aucune de ces catégories.
Les Métis se décomposaient entre ceux revendiquant deux races (4,20 %), principalement blanche et asiatique (1,25 %), blanche et amérindienne (0,99 %), blanche et noire (0,77 %) et blanche et autre (0,51 %), et ceux revendiquant trois races ou plus (0,45 %).
Les non-hispaniques représentaient 88,76 % de la population avec 72,52 % de Blancs, 7,07 % d'Asiatiques, 3,68 % de Métis, 3,41 % de Noirs, 1,32 % d'Amérindiens, 0,58 % d'Océaniens et 0,18 % de personnes n'entrant dans aucune de ces catégories, tandis que les Hispaniques comptaient pour 11,24 % de la population, essentiellement des personnes originaires du Mexique (8,95 %).
En 2010, l'État de Washington avait la 5e plus forte proportion d'Océaniens après Hawaï (9,96 %), l'Alaska (1,04 %), l'Utah (0,89 %) et le Nevada (0,62 %) ainsi que la 6e plus forte proportion d'Asiatiques et la 9e plus forte proportion d'Amérindiens des États-Unis.
L'État comptait également le 3e plus grand nombre d'Océaniens (40 475) après la Californie (144 386) et Hawaï (135 422) ainsi que le 7e plus grand nombre d'Asiatiques (481 067) et le 9e plus grand nombre d'Amérindiens (103 869) des États-Unis.
|                                         | 1940  | 1950  | 1960  | 1970  | 1980  | 1990  | 2000  | 2010  |
| --------------------------------------- | ----- | ----- | ----- | ----- | ----- | ----- | ----- | ----- |
| Blancs                                  | 97,81 | 97,37 | 96,44 | 95,36 | 91,46 | 88,54 | 81,81 | 77,27 |
| ———Non hispaniques                      |       |       |       |       | 90,17 | 86,75 | 78,93 | 72,52 |
| Asiatiques (et Océaniens jusqu'en 1990) | 1,11  | 0,73  | 1,03  | 1,29  | 2,48  | 4,33  | 5,47  | 7,15  |
| ———Non hispaniques                      |       |       |       |       |       |       | 5,42  | 7,07  |
| Noirs                                   | 0,43  | 1,29  | 1,71  | 2,09  | 2,55  | 3,08  | 3,23  | 3,57  |
| ———Non hispaniques                      |       |       |       |       |       | 3,00  | 3,13  | 3,41  |
| Amérindiens                             | 0,66  | 0,58  | 0,74  | 0,98  | 1,47  | 1,67  | 1,58  | 1,54  |
| ———Non hispaniques                      |       |       |       |       |       |       | 1,45  | 1,32  |
| Autres                                  |       | 0,03  | 0,08  | 0,28  | 2,04  | 2,38  | 7,91  | 10,47 |
| ———Non hispaniques                      |       |       |       |       |       |       | 3,58  | 4,44  |
| Hispaniques (toutes races confondues)   |       |       |       |       | 2,90  | 4,41  | 7,49  | 11,24 |

À l'instar des autres États du pays, l'État de Washington connaît depuis la fin de la Seconde Guerre mondiale une baisse continue de la part de la population blanche non hispanique au sein de la population totale, marquée fortement depuis le début des années 1990 en raison notamment d'une immigration importante en provenance du Mexique et de l'Asie, d’un âge médian plus élevé (41,6 ans) que les autres populations (23,7 ans pour les Hispaniques), d'une plus forte natalité des populations hispanique, noire et asiatique et d'une augmentation substantielle des unions mixtes. En 2010, les Blancs non hispaniques ne représentaient plus que 57,0 % des enfants de moins de 5 ans (21,7 % pour les Hispaniques, 8,6 % pour les Métis, 6,4 % pour les Asiatiques, 3,9 % pour les Noirs et 1,5 % pour les Amérindiens) et 56,4 % des enfants de moins de 1 an (22,2 % pour les Hispaniques, 9,1 % pour les Métis, 6,1 % pour les Asiatiques, 3,8 % pour les Noirs, 1,4 % pour les Amérindiens).
En 2013, le Bureau du recensement des États-Unis estime la part des non hispaniques à 88,1 %, dont 70,9 % de Blancs, 7,6 % d'Asiatiques, 4,1 % de Métis, 3,6 % de Noirs et 1,2 % d'Amérindiens, et celle des Hispaniques à 11,9 %.
En 2000, les Washingtoniens s'identifiaient principalement comme étant d'origine allemande (18,7 %), anglaise (12,0 %), irlandaise (11,4 %), norvégienne (6,2 %), mexicaine (5,6 %), américaine (5,4 %), française (3,6 %), suédoise (3,6 %), italienne (3,2 %) et écossaise (3,0 %).
L'État avait les 6e plus fortes proportions de personnes d'origine norvégienne et suédoise, les 8e plus fortes proportions de personnes d'origine écossaise et basque, la 9e plus forte proportion de personnes d'origine néerlandaise ainsi que les 10e plus fortes proportions de personnes d'origine anglaise et scot d'Ulster.
L'État abrite la 19e communauté juive des États-Unis. Selon le North American Jewish Data Bank, l'État comptait 45 885 Juifs en 2013 (15 230 en 1971), soit 0,7 % de la population. Ils se concentraient essentiellement dans l'agglomération de Seattle-Tacoma-Bellevue (38 900).
Les Amérindiens s'identifiaient principalement comme étant Salishs du Puget Sound (12 %), Yakamas (7,1 %), Colvilles (6,7 %), Cherokees (4,3 %), Amérindiens du Mexique (3,4 %), Ojibwés (2,9 %), Tlingits-Haidas (2,9 %) et Lummis (2,9 %).
Les Hispaniques étaient principalement originaires du Mexique (79,6 %) et de Porto Rico (3,4 %). Composée à 42,3 % de Blancs, 8,7 % de Métis, 2,0 % d'Amérindiens, 1,4 % de Noirs, 0,7 % d'Asiatiques, 0,2 % d'Océaniens et 44,7 % de personnes n'entrant dans aucune de ces catégories, la population hispanique représentait 21,0 % des Métis, 14,6 % des Amérindiens, 6,1 % des Blancs, 4,3 % des Noirs, 4,2 % des Océaniens, 1,1 % des Asiatiques et 96,6 % des personnes n'entrant dans aucune de ces catégories.
L'État comptait le 7e plus grand nombre de personnes originaires du Mexique (601 768) et le 9e plus grand nombre de personnes originaires d'Espagne (15 567).
Les Asiatiques s'identifiaient principalement comme étant Chinois (19,6 %), Philippins (19,0 %), Viêts (13,8 %), Coréens (13,0 %), Indiens (12,7 %), Japonais (7,3 %), et Cambodgiens (4,0 %).
L'État avait la 2e plus forte proportion de Viêts (0,99 %), les 3e plus fortes proportions de Japonais (0,52 %) et de Cambodgiens (0,28 %), la 4e plus forte proportion de Coréens (0,93 %), la 5e plus forte proportion de Philippins (1,36 %), la 6e plus forte proportion de Chinois (1,40 %) ainsi que la 7e plus forte proportion de Laotiens (0,14 %).
L'État comptait également les 3e plus grands nombres de Viêts (66 575) et de Cambodgiens (19 101), les 4e plus grands nombres de Japonais (35 008) et de Laotiens (9 333), le 6e plus grand nombre de Coréens (62 374), les 7e plus grands nombres de Chinois (94 198) et de Thaïs (6 154) ainsi que le 8e plus grand nombre de Philippins (91 367).
Les Métis se décomposaient entre ceux revendiquant deux races (90,2 %), principalement blanche et asiatique (26,8 %), blanche et amérindienne (21,3 %), blanche et noire (16,5 %), blanche et autre (11,0 %) et blanche et océanienne (3,1 %), et ceux revendiquant trois races ou plus (9,8 %).

### Concentrations communautaires
Les Hispaniques se concentraient principalement dans les agglomérations de Seattle-Tacoma-Bellevue (40,9 %), Yakima (14,5 %) et Kennewick-Richland (9,6 %). Très implantés dans les comtés agricoles du centre de l'État dans le bassin du Columbia, ils étaient majoritaires dans les comtés d'Adams (59,3 %) et Franklin (51,2 %) et constituaient une part significative de la population dans les comtés de Yakima (45,0 %), Grant (38,3 %), Douglas (28,7 %), Chelan (25,8 %), Walla Walla (19,7 %), Benton (18,7 %), Okanogan (17,6 %) et Skagit (16,9 %).
Les Asiatiques se concentraient principalement dans l'agglomération de Seattle-Tacoma-Bellevue (81,7 %), dont 58,6 % dans le seul comté de King. Ils constituaient une part significative de la population dans les comtés bordant le Puget Sound tels que les comtés de King (14,6 %), Snohomish (8,9 %), Pierce (6,0 %) et Thurston (5,2 %), ainsi que dans le comté de Whitman (7,8 %) dans l'Est de l'État.
Dans l’agglomération de Seattle-Tacoma-Bellevue, les Asiatiques constituaient une part significative de la population dans les municipalités de Bellevue (27,6 %), Redmond (25,4 %), Newcastle (24,7 %), Renton (21,2 %), Sammamish (19,3 %), Tukwila (19,0 %), Issaquah (17,5 %), Lynnwood (17,3 %), Mukilteo (17,1 %), Mill Creek (16,7 %), Mercer Island (15,9 %), Fife (15,5 %), Shoreline (15,2 %) et Kent (15,2 %) ainsi que dans les census-designated places de Bryn Mawr-Skyway (27,1 %), East Hill-Meridian (23,5 %), White Center (22,9 %), North Lynnwood (20,4 %), Mill Creek East (19,8 %), Fairwood (17,6 %) et Martha Lake (15,4 %). À Seattle, ils constituaient une part significative de la population dans le sud de la ville dans les districts de Beacon Hill, Delridge et Rainier Valley, et dans une moindre mesure dans le centre de la ville dans le quartier d'International District où se situent Chinatown et Little Saigon et dans le nord de la ville dans le district d'University District où se situe l'université de Washington.
Les Noirs se concentraient principalement dans l'agglomération de Seattle-Tacoma-Bellevue (80,0 %), dont 49,9 % dans le comté de King et 22,5 % dans le comté de Pierce. Ils constituaient une part significative de la population dans les comtés de Pierce (6,8 %) et King (6,2 %).
Les Amérindiens se concentraient principalement dans la partie de l'agglomération de Seattle-Tacoma-Bellevue non intégrée aux réserves indiennes de Tulalip, Puyallup, Muckleshoot, Sauk-Suiattle, Nisqually, Snoqualmie et Stillaguamish (30,6 %), dans les réserves indiennes de l'État (27,2 %), dont 7,0 % dans la réserve de la Nation Yakama, et dans la partie de l'agglomération de Spokane-Spokane Valley non intégrée aux réserves indiennes de Spokane et Kalispel (8,0 %). Ils constituaient une part significative de la population dans les comtés de Ferry (16,7 %) et Okanogan (11,4 %).

### Religion
| Religion                    | Washington | États-Unis |
| --------------------------- | ---------- | ---------- |
| Protestantisme évangélique  | 25         | 25,4       |
| Non-affiliés                | 22         | 15,8       |
| Catholicisme                | 17         | 20,8       |
| Protestantisme traditionnel | 13         | 14,7       |
| Agnosticisme                | 5          | 4,0        |
| Athéisme                    | 5          | 3,1        |
| Mormonisme                  | 3          | 1,6        |
| Église noire                | 2          | 6,5        |
| Témoins de Jéhovah          | 2          | 0,8        |
| Autres                      | 6          | 7,3        |

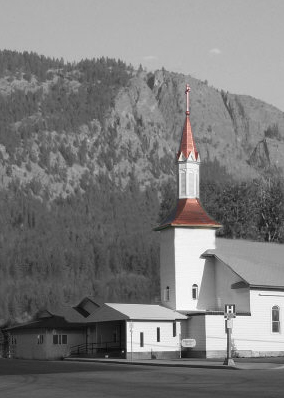
Église catholique à Chewelah.

Selon une enquête annuelle effectuée par l'institut The Gallup Organization en 2013, 29,9 % des Washingtoniens se considéraient comme « très religieux », soit 10,7 points de moins que la moyenne nationale (40,6 %), 26,4 % comme « modérément religieux » et 43,7 % comme « non religieux », soit 13,4 points de plus que la moyenne nationale (30,3 %).
Selon l'United States Conference of Catholics Bishops (USCCB), les catholiques représentaient 11,5 % de la population en 2008.
Selon des estimations effectuées par le docteur en géographie John R. Weeks de l'université d'État de San Diego, l'État comptait 0,6 % de musulmans en 2000.
Les catholiques de l'État sont représentés par trois diocèses et par neuf évêques au sein de la Conférence des évêques catholiques des États-Unis. Les anglicans sont pour leurs part réunis au sein du Diocese of the West de l'Église anglicane en Amérique.

### Langues
| Langue                    | 1980    | 1990    | 2000    | 2010    | 2018    |
| ------------------------- | ------- | ------- | ------- | ------- | ------- |
| Anglais                   | 93,07 % | 91,04 % | 86,01 % | 82,51 % | 79,97 % |
| Espagnol                  | 2,05 %  | 3,19 %  | 5,84 %  | 7,79 %  | 8,61 %  |
| Langue chinoise           | 0,37 %  | 0,54 %  | 0,84 %  | 1,18 %  | 1,66 %  |
| Vietnamien                | 0,18 %  | 0,34 %  | 0,72 %  | 0,94 %  | 1,01 %  |
| Tagalog                   | 0,39 %  | 0,55 %  | 0,76 %  | 0,84 %  | 0,79 %  |
| Coréen                    | 0,26 %  | 0,52 %  | 0,72 %  | 0,83 %  | 0,72 %  |
| Russe                     | 0,05 %  | 0,08 %  | 0,57 %  | 0,80 %  | 0,78 %  |
| Allemand                  | 0,97 %  | 0,87 %  | 0,72 %  | 0,55 %  | 0,38 %  |
| Langues chamito-sémitique | 2,66 %  | 2,88 %  | 3,81 %  | 4,56 %  | 0,63 %  |
| Autres                    | 2,66 %  | 2,88 %  | 3,81 %  | 4,56 %  | 4,97 %  |

## Réserves indiennes
Le Gouvernement fédéral a défini vingt-sept réserves indiennes dans l'État de Washington.
| Réserve indienne                                                     | Population (2010) | Superficie totale (km2) | Superficie terrestre (km2) | Superficie des eaux (km2) | Densité (hab./km2) | Amérindiens (2010) | Tribu(s) principale(s)                          |
| -------------------------------------------------------------------- | ----------------- | ----------------------- | -------------------------- | ------------------------- | ------------------ | ------------------ | ----------------------------------------------- |
| Chehalis Reservation and Off-Reservation Trust Land, WA              | 649               | 19,11                   | 18,58                      | 0,53                      | 34,9               | 333                |                                                 |
| Colville Reservation and Off-Reservation Trust Land, WA              | 7 687             | 5 659,65                | 5 480,49                   | 179,16                    | 1,4                | 4 616              | Colvilles (80,8 %)                              |
| Hoh Indian Reservation, WA                                           | 116               | 3,53                    | 3,52                       | 0,01                      | 33,0               | 99                 |                                                 |
| Jamestown S'Klallam Reservation and Off-Reservation Trust Land, WA   | 11                | 1,17                    | 1,14                       | 0,03                      | 9,6                | 5                  |                                                 |
| Kalispel Reservation and Off-Reservation Trust Land, WA              | 231               | 27,35                   | 26,90                      | 0,45                      | 8,6                | 185                |                                                 |
| Lower Elwha Reservation and Off-Reservation Trust Land, WA           | 609               | 7,23                    | 7,12                       | 0,11                      | 85,5               | 480                |                                                 |
| Lummi Reservation, WA                                                | 4 706             | 97,36                   | 53,67                      | 43,69                     | 87,7               | 2 447              | Lummis (74,4 %), Salishs du Puget Sound (5,9 %) |
| Makah Indian Reservation, WA                                         | 1 414             | 121,85                  | 121,25                     | 0,60                      | 11,7               | 1 066              | Makahs (88,6 %)                                 |
| Muckleshoot Reservation and Off-Reservation Trust Land, WA           | 3 870             | 15,90                   | 15,65                      | 0,25                      | 247,3              | 1 242              | Salishs du Puget Sound (75,4 %)                 |
| Nisqually Reservation, WA                                            | 575               | 21,30                   | 20,49                      | 0,81                      | 28,1               | 342                |                                                 |
| Nooksack Reservation and Off-Reservation Trust Land, WA              | 884               | 11,63                   | 11,39                      | 0,24                      | 77,6               | 517                |                                                 |
| Port Gamble Reservation, WA                                          | 682               | 6,44                    | 6,44                       | 0                         | 105,9              | 561                |                                                 |
| Port Madison Reservation, WA                                         | 7 640             | 30,18                   | 30,18                      | 0                         | 253,1              | 626                |                                                 |
| Puyallup Reservation and Off-Reservation Trust Land, WA              | 46 816            | 76,18                   | 73,99                      | 2,19                      | 632,7              | 1 282              | Salishs du Puget Sound (33,5 %)                 |
| Quileute Reservation, WA                                             | 460               | 4,15                    | 4,15                       | 0                         | 110,8              | 370                |                                                 |
| Quinault Reservation, WA                                             | 1 408             | 839,36                  | 809,77                     | 29,59                     | 1,7                | 1038               | Quinaults (75,3 %)                              |
| Sauk-Suiattle Reservation, WA                                        | 71                | 0,19                    | 0,19                       | 0                         | 373,7              | 43                 |                                                 |
| Shoalwater Bay Indian Reservation and Off-Reservation Trust Land, WA | 82                | 3,37                    | 2,73                       | 0,64                      | 30,0               | 52                 |                                                 |
| Skokomish Reservation, WA                                            | 730               | 21,83                   | 21,26                      | 0,57                      | 34,3               | 494                |                                                 |
| Snoqualmie Reservation, WA                                           | 0                 | 0,23                    | 0,23                       | 0                         | 0                  | 0                  |                                                 |
| Spokane Reservation and Off-Reservation Trust Land, WA               | 2 096             | 648,64                  | 616.n,67                   | 31,97                     | 3,4                | 1 661              | Spokanes (73,8 %), Colvilles (8,1 %)            |
| Squaxin Island Reservation and Off-Reservation Trust Land, WA        | 431               | 8,75                    | 8,67                       | 0,08                      | 49,7               | 265                |                                                 |
| Stillaguamish Reservation and Off-Reservation Trust Land, WA         | 4                 | 1,79                    | 1,79                       | 0                         | 2,2                | 0                  |                                                 |
| Swinomish Reservation and Off-Reservation Trust Land, WA             | 3 010             | 5,45                    | 3,09                       | 2,36                      | 974,1              | 681                |                                                 |
| Tulalip Reservation and Off-Reservation Trust Land, WA               | 10 631            | 135,26                  | 89,99                      | 45,27                     | 118,1              | 2 469              | Salishs du Puget Sound (73,1 %)                 |
| Upper Skagit Reservation, WA                                         | 220               | 0,46                    | 0,46                       | 0                         | 478,3              | 165                |                                                 |
| Yakama Nation Reservation and Off-Reservation Trust Land, WA         | 31 272            | 5 666,89                | 5 662,65                   | 4,24                      | 5,5                | 7 239              | Yakamas (71,6 %)                                |

En 2010, 126 305 Washingtoniens résidaient dans une réserve indienne, soit 1,9 % de la population de l'État.
Les réserves indiennes de la Nation Yakama (5 666,89 km2) et de Colville (5 659,65 km2) sont respectivement les 15e et 16e réserves les plus vastes des États-Unis.
Les réserves indiennes de Puyallup (46 816 habitants), de la Nation Yakama (31 272 habitants) et de Tulalip (10 631 habitants) étaient respectivement les 3e, 4e et 20e réserves les plus peuplées des États-Unis en 2010.

## Politique
L'État de Washington est un État très partagé entre sa partie orientale rurale et conservatrice et la région très libérale de Seattle. Depuis le milieu des années 1980, le déséquilibre démographique entre le comté de King (englobant la ville de Seattle) et les comtés de l'ouest, ainsi que le positionnement plus conservateur des républicains au niveau national, font nettement pencher l'État du côté du Parti démocrate.

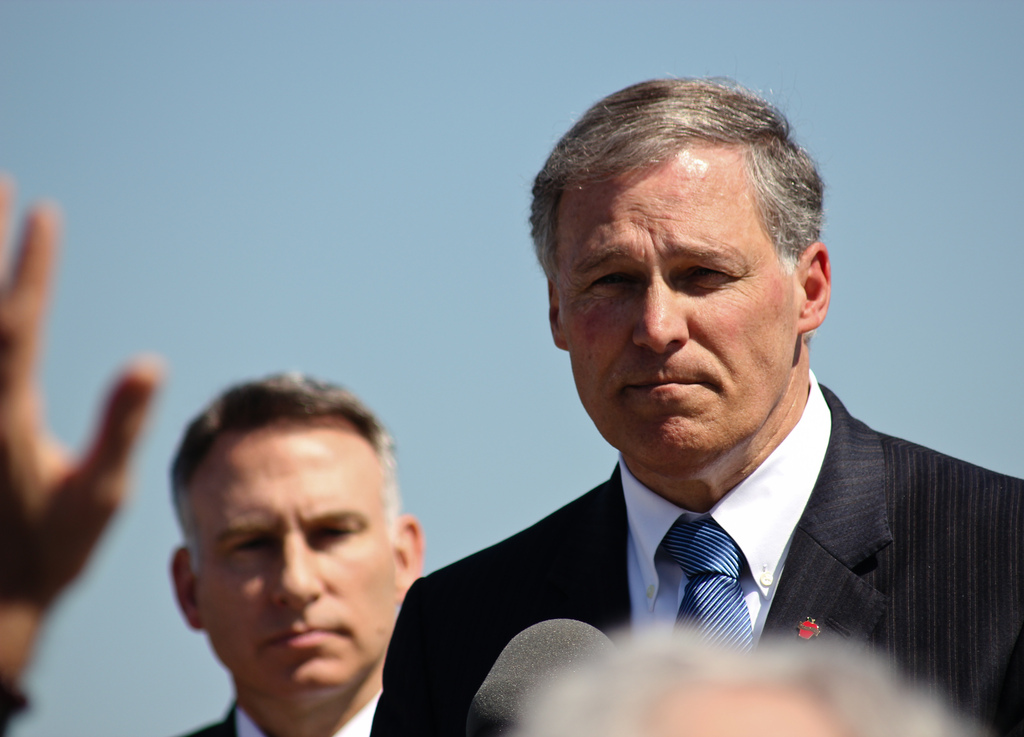
Jay Inslee, gouverneur depuis 2013.

Au début des années 2000 et plus encore après l'élection contestée du gouverneur démocrate Christine Gregoire, acquise grâce aux seules voix du comté de King, de nombreux élus des comtés de l'est de l'État ont commencé à militer pour la création d'un nouvel État séparé de la région de Seattle.

### Élections présidentielles: un État acquis aux démocrates
Des années 1880 au milieu du XXe siècle, l'État de Washington est considéré comme un swing state, penchant légèrement en faveur des républicains. En 1968, l'État de Washington est cependant le seul État de l'ouest à apporter majoritairement ses voix au démocrate Hubert Humphrey. Le dernier républicain à avoir emporté l'État lors d’une élection présidentielle est Ronald Reagan en 1984. Depuis 1988, l'État penche clairement en faveur des démocrates.
À l'élection présidentielle de 2004, le candidat démocrate John Kerry l'a emporté avec 52,82 % des voix contre 45,64 % au président et candidat républicain George W. Bush.
En 2016, la tendance ne change pas. Face à Donald Trump qui récolte 36,8 % des voix dans l'État, la démocrate Hillary Clinton rassemble 52,5 % des voix.

### Un parfum de Floride lors de l'élection du gouverneur en 2004
En 2004, l'élection du gouverneur se joua à quelques centaines de voix près. Après deux décomptes favorables au candidat républicain Dino Rossi (en), c'est un troisième et dernier décompte qui donna la victoire par 129 voix en provenance du comté de King à la démocrate Christine Gregoire.
Cette victoire sur le fil, dans des conditions peu claires quant à la régularité du dernier recomptage dans le comté englobant la ville de Seattle, amena le candidat républicain à retourner devant les tribunaux pour demander une nouvelle élection pour novembre 2006, soutenu par les sondages indiquant qu'une franche majorité de ses concitoyens de l'État pensait qu'il avait été injustement privé de sa victoire.
Ce n'est qu'en juin 2005 que Dino Rossi accepta de reconnaître la victoire de Christine Gregoire après avoir échoué à apporter la preuve des fraudes électorales de ses adversaires démocrates.

### Un État dominé par les démocrates de la côte Ouest
Quatre démocrates, trois républicains et un non-partisan se partagent les autres postes de l'exécutif.
La législature locale est composée d'un Sénat de 49 sièges et d'une Chambre de représentants de 98 sièges. Lors de la session 2007-2008, le Sénat est contrôlé par une majorité de 32 démocrates et la Chambre par une majorité de 63 démocrates.
Au niveau fédéral, les deux sénateurs de l'État de Washington sont les démocrates Maria Cantwell et Patty Murray, tandis que six démocrates et trois républicains représentent l'État à la Chambre des représentants.

### Gouvernement local

#### Gouverneur

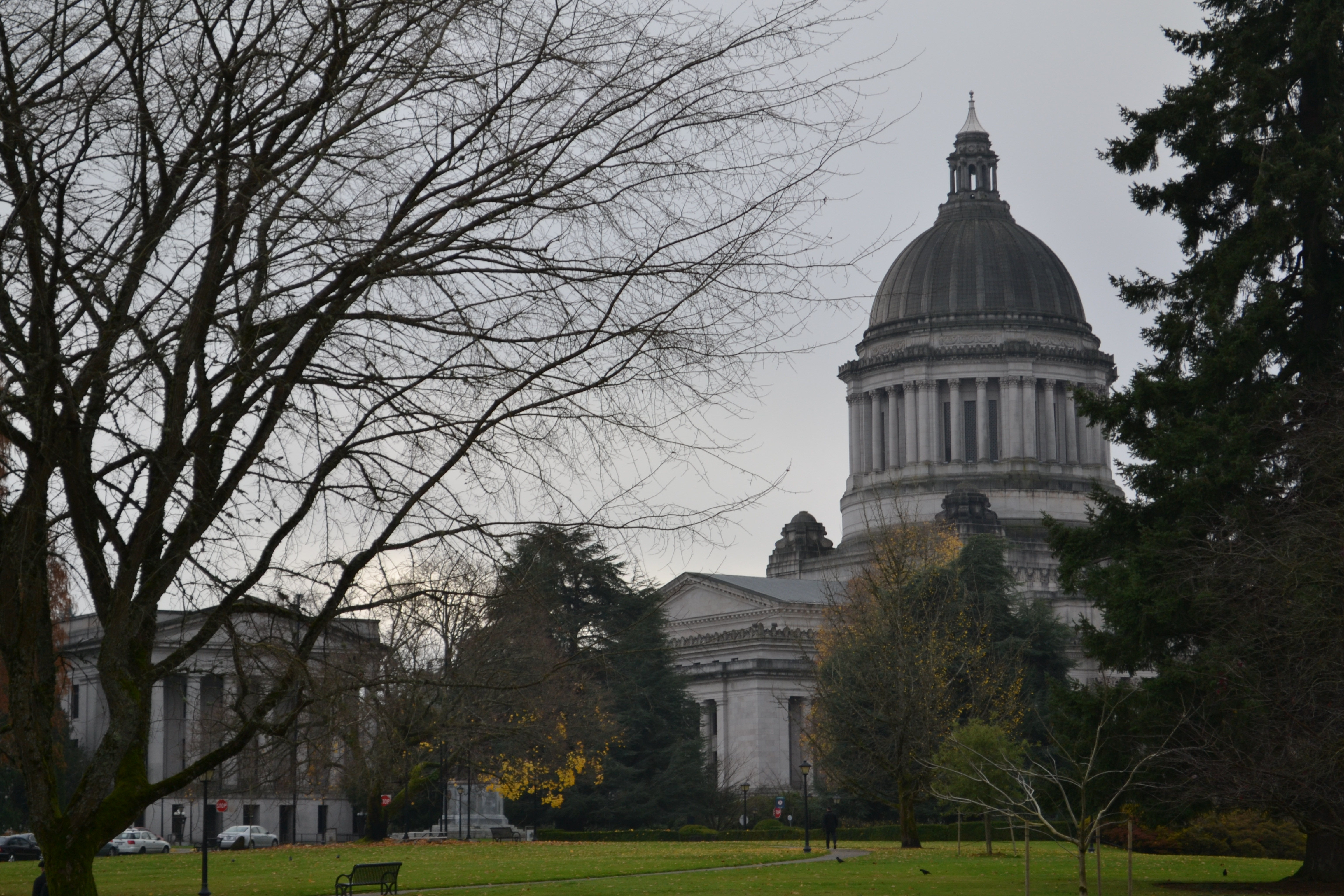
Capitole de l'État de Washington à Olympia.

Le gouverneur de l'État de Washington détient le pouvoir exécutif dans l'État en plus d'être le plus haut bureau de l'État. Actuellement et depuis 2012, le gouverneur est Jay Inslee.

#### Législature
La législature d'État de Washington est composée de la Chambre des représentants et du Sénat. La Chambre est formée de 98 représentants et le Sénat de 49 sénateurs. Chaque district de l'État correspond à un sénateur et deux représentants.

### Représentation fédérales
Les deux sénateurs du Washington au niveau fédéral sont actuellement Patty Murray et Maria Cantwell.

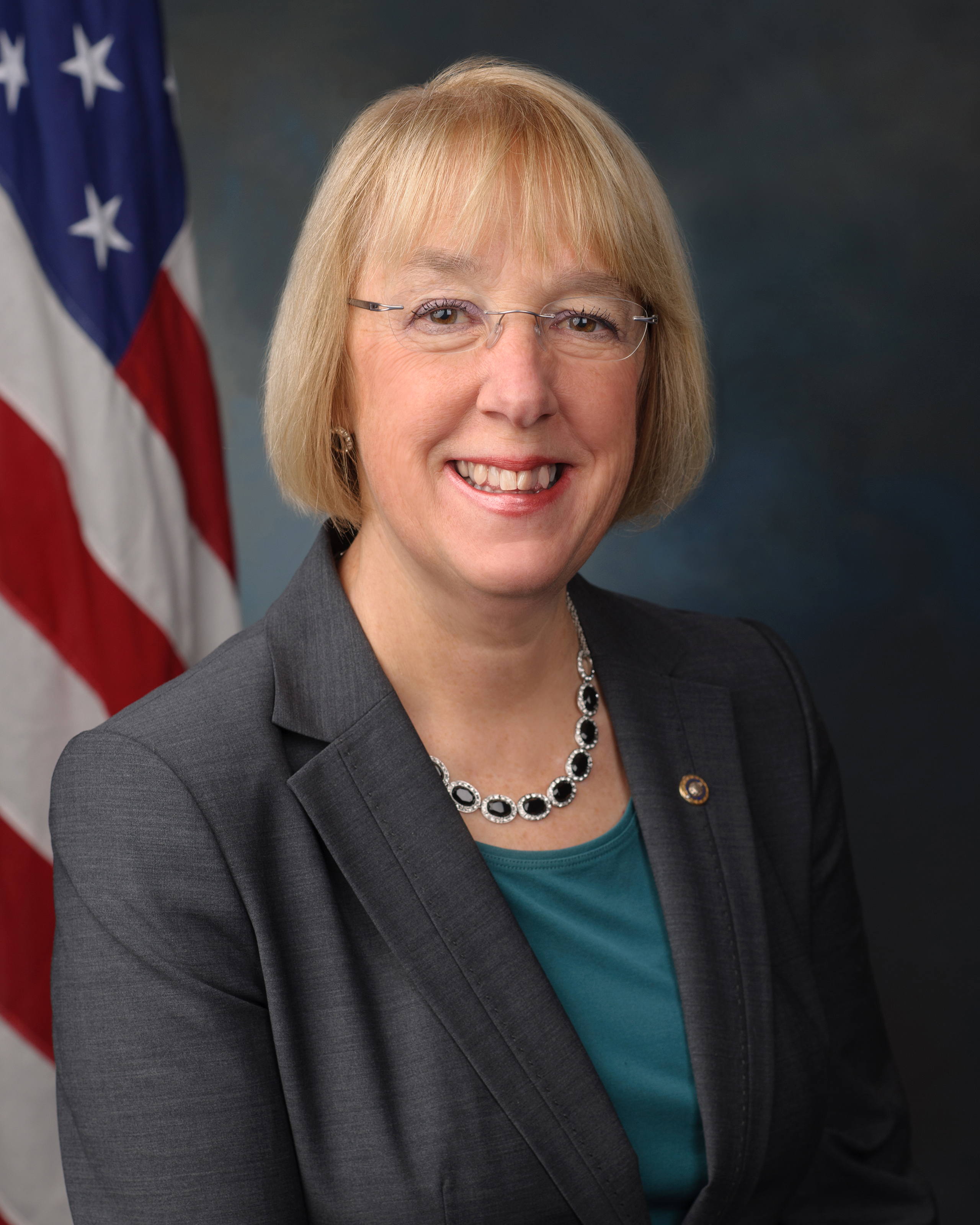
La sénatrice Patty Murray
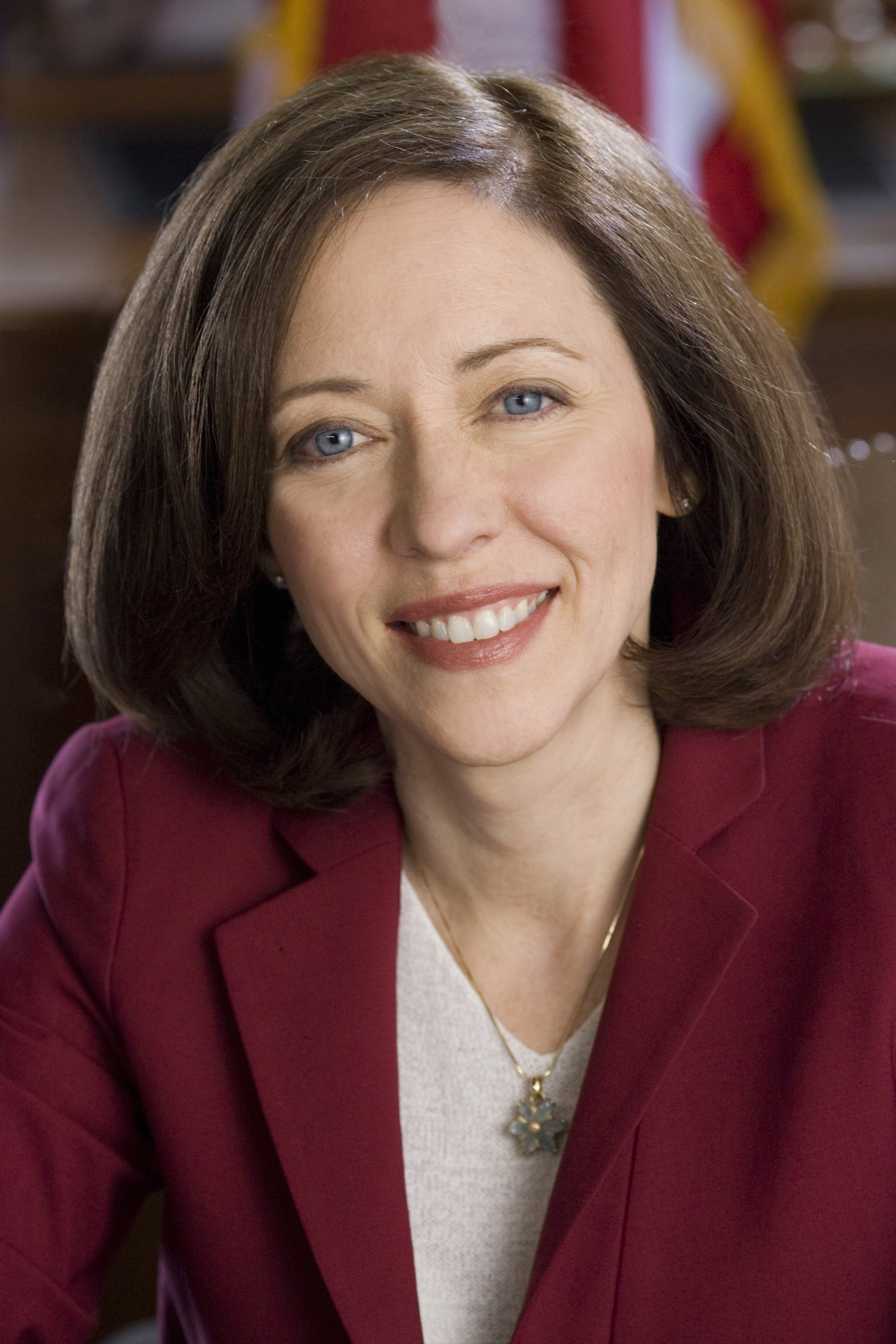
La sénatrice Maria Cantwell

## Économie

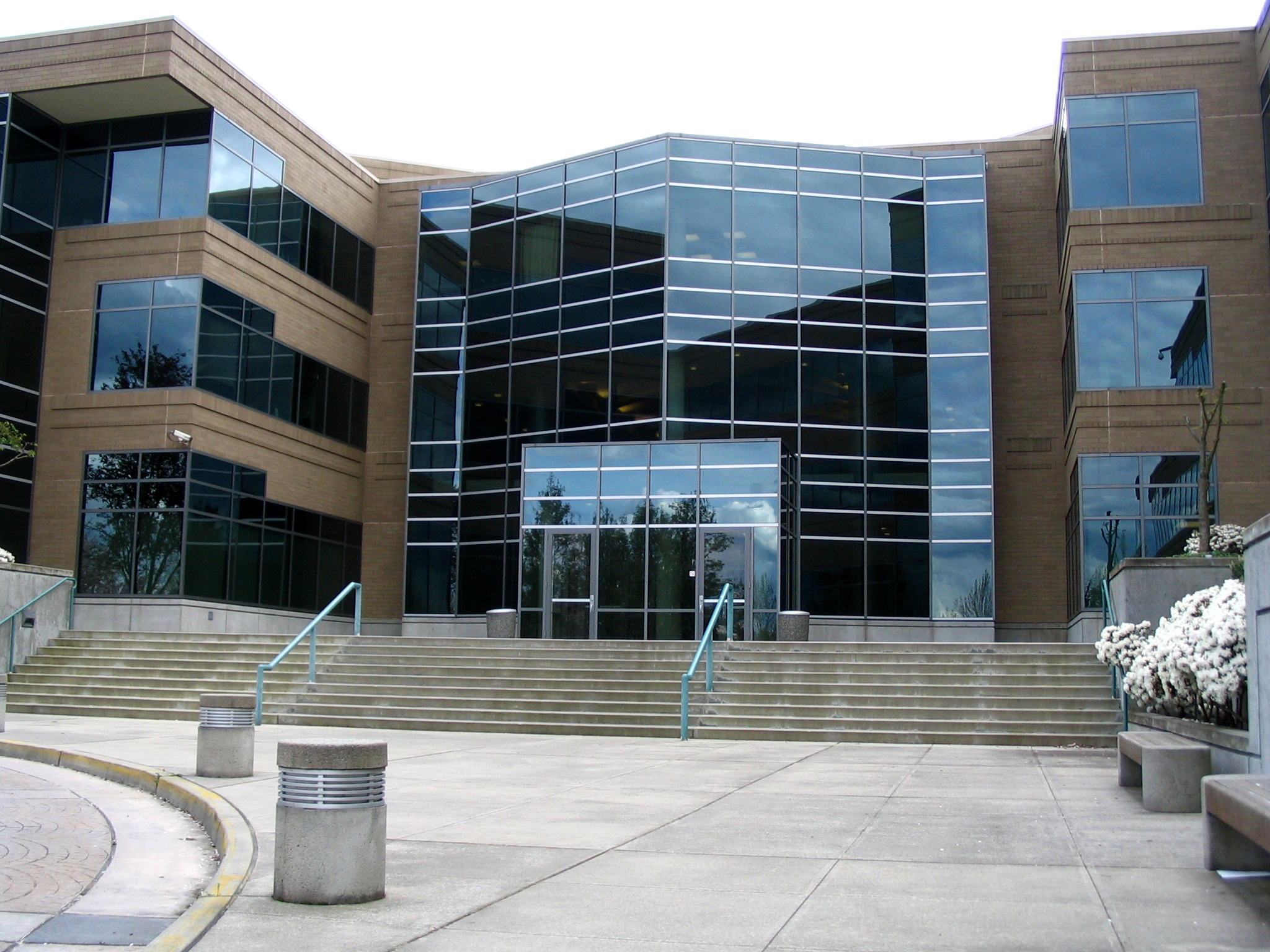
Siège social de Microsoft à Redmond, dans l'État de Washington.

Le siège social de Microsoft se trouve à Redmond.
Le siège social et la principale usine de production du géant de l'aéronautique Boeing sont situés à Seattle et en banlieue, à Everett. L'entreprise emploie quelque 75 500 personnes soit près de la moitié de l'effectif total.
Cultivé sur les hauts plateaux de la chaîne des Cascades, le blé constitue, avec le maïs, les principales céréales produites dans l'État de Washington. Fortement mécanisée, l'agriculture a des rendements élevés ; vendues sur le marché intérieur américain, les céréales sont également exportées.
Le système fiscal de l’État est l'un des plus régressifs des États-Unis. La part du revenu des riches consacrée aux impôts et taxes est inférieure à celle acquittée par les pauvres.

## Culture

### Universités

Collège d'État Evergreen.

- Université Western Washington, située à Bellingham
- Université d'État de Washington
- Université du Centre de Washington
- Collège d'État Evergreen
- Seattle Pacific University (en)
- Université de Seattle
- Pacific Lutheran University (en)
- Université de Washington

### Musique
Seattle a joué un rôle important dans l'histoire de la musique rock 'n' roll. Elle est le lieu de naissance du guitariste Jimi Hendrix, mais surtout le centre de la scène grunge qui a renouvelé le rock américain dans les années 1990. Les groupes Nirvana, Pearl Jam, Alice in Chains et Soundgarden, entre autres, y ont fait leur début. La ville demeure encore aujourd'hui un centre important du rock alternatif autour de groupes tels Modest Mouse ou Death Cab for Cutie. C'est aussi la ville dans laquelle le label Sub Pop a été créé. Le chanteur et bassiste de reggae Clinton Fearon, ancien membre des Gladiators, est basé à Seattle depuis 1987.
La ville d'Olympia est aussi une ville très active en matière de rock indépendant. Elle est le centre de la scène Riot grrrl et est la ville des labels indépendants K Records et Kill Rock Stars.

### Sport
- SuperSonics de Seattle (NBA) : n'existe plus officiellement depuis 2008, remplacée par l'équipe du Thunder d'Oklahoma City
- Seahawks de Seattle (NFL)
- Mariners de Seattle (MLB)
- Kraken de Seattle (NHL)
- Storm de Seattle (WNBA)
- Sounders de Seattle (MLS) (MLS)
- Huskies de Washington (NCAA)
- Cougars de Washington State (NCAA)
- Silvertips d'Everett (WHL)
- Thunderbirds de Seattle (WHL)
- Chiefs de Spokane (WHL)
- Americans de Tri-City (WHL)
- Rat City Rollergirls (WFTDA)
- OL Reign de Tacoma (NWSL)